# Monika Wegener
Monika Wegener (* 29. Juni 1982 in Lindenfels) ist eine deutsche Theater- und Filmschauspielerin.

## Leben
Monika Wegener studierte von 2002 bis 2006 an der Hochschule für Schauspielkunst Ernst Busch Berlin. Nach dieser Zeit wurde sie als Theater- und kurz darauf auch als Fernsehschauspielerin tätig. Ab 2020 spielte sie „Sanne Peters“ in der Serie Bettys Diagnose.

## Filmografie (Auswahl)
- 2014: Dating Daisy (Fernsehserie)
- 2017: Eltern allein zu Haus: Die Schröders
- 2019: Heiraten ist nichts für Feiglinge
- 2018, 2019: SOKO Hamburg (Fernsehserie, zwei Folgen)
- 2019: 13Uhr Mittags
- 2020: Die Küstenpiloten: Mütter und Töchter
- 2020: Großstadtrevier (Fernsehserie, eine Folge)
- 2020: Das Mädchen am Strand (Fernsehzweiteiler)
- 2020–2021: Bettys Diagnose (Fernsehserie, 14 Folgen)
- 2023: Friesland: Artenvielfalt (Fernsehreihe)
- 2024: Ein Sommer im Schwarzwald (Fernsehreihe)
- 2025: Morden im Norden (Fernsehserie, eine Folge)